# Il diavolo veste Prada (colonna sonora)
Il diavolo veste Prada è la colonna sonora dell'omonimo film del 2006 con Meryl Streep. Il film è tratto dall'omonimo libro del 2003 di Lauren Weisberger.
Le musiche originali sono state composte da Theodore Shapiro che ha fatto largo uso di chitarre elettriche, percussioni e dell'elettronica, per dare un suono fresco e moderno ad un film ambientato nel frenetico mondo della moda. Da notare anche Suddenly I see, cantata da KT Tunstall, non presente nella raccolta ufficiale.
Nel film sono inoltre presenti hit internazionali di vari artisti. Immancabile, per esempio, Vogue di Madonna che si adatta perfettamente al contesto modaiolo descritto nel film. Da segnalare anche presenza degli U2, Alanis Morissette, Moby e dei Jamiroquai.

## Tracce
1. Madonna – Vogue – 5:17
2. Madonna – Jump – 3:24
3. Bitter-sweet – Bittersweet Faith – 4:20
4. U2 – City of Blinding Lights – 5:44
5. Jamiroquai – Seven Days in Sunny June – 4:00
6. Alanis Morissette – Crazy – 3:38
7. Moby – Beautiful – 3:10
8. Ray Lamontagne – How Come – 4:28
9. Azure Ray – Sleep – 5:00
10. DJ Colette – Feelin' Hypnotized – 4:55
11. Mocean Workers – Tres Tres Chic – 3:39
12. David Morales – Here I Am – 3:38
13. Theodore Shapiro – Suite From The Devil Wears Prada – 6:24
14. KT Tunstall – Suddenly I See – 3:18